# ファイヤープロレスリング
『ファイヤープロレスリング』（Fire Pro Wrestling）は、スパイク・チュンソフトより発売されているプロレスゲームのシリーズ。かつてはヒューマン株式会社より発売されていた。略称はFPW、FP、ファイプロなど。現在の最新作はPS4、Steam用の『ファイヤープロレスリング ワールド』。

## 歴史
最初の作品である『ファイヤープロレスリング』は、PCエンジン用のソフトとして1989年6月22日にヒューマンから発売された。それまではボタンを連打することによって技を出すことが多かったプロレスゲームに、タイミングよくボタンを押して技をかけるという新しいシステム、プロレスゲームでありそうでなかった流血の概念を持ち込んだ。PCエンジン用としては3作が販売されている。
その後対応ハードをスーパーファミコンに変更し、『スーパーファイヤープロレスリング』にシリーズ名を変更。スーパーファミコン2作目となる『スーパーファイヤープロレスリング2』では、劣勢から一発逆転可能なシステム「クリティカルサブミッション」が、PCエンジン3作目となる「ファイヤープロレスリング3 レジェンドバウト」ではレスラーエディット機能が搭載された。このあたりで現在のシリーズに搭載されている基本の機能がそろう。最終的にスーパーファミコン版では5作（女子プロレス版も含めると7作・9バージョン）が販売された（『3イージータイプ』はレスラーエディットモードを未収録、途中記録がパスワードコンテニューのみ、CPUの力を抑えたバージョン。「X（エックス）プレミアム」はレスラーエディット・モードの保存可能でレスラー数が拡大）。
その後シリーズ名を『ファイヤープロレスリング』に戻し、PlayStation用、ゲームボーイアドバンス用としてそれぞれ2作、セガサターン用、ドリームキャスト用、ワンダースワン用としてそれぞれ1作を発売。ドリームキャスト版となるファイヤープロレスリングDでは、ドリームキャストが持つネットワーク機能を利用して技などをダウンロードし、追加することが出来た。
NINTENDO 64でのリリース企画もあったが、任天堂側からNINTENDO64で2Dゲームはダメと言われ制作断念された。
また、ほぼ同じシステムを採用しているが『ファイヤープロレスリング』の名前を持たないゲームボーイ用ソフト「プロレス」や「外伝」とされ、システムに多少の違いがあるメガドライブ版『サンダープロレスリング列伝』や、アーケード版『ブレイジングトルネード』も発売されている（後にセガサターンへ移植）。『サンダープロレスリング列伝』は、仮タイトルは『サンダーファイヤープロレスリング』であり、スーパーファミコンの『スーパーファイヤープロレスリング』と同時開発されていたが、先行販売していた『スーパーファイヤー』よりもグラフィックがやや見劣りする作品になり、タイトルも変更になった。本作は正式シリーズに登場するレスラーが全く登場していないが、本作初登場のストーム大介は以後本シリーズにもストーム剣介として登場した。
当初は男子プロレスラーのみの収録であった。PCエンジン時代、スーパーファミコン時代に女子のみを収録したバージョンを3本発売している。後年は1本のソフトウェアに男子、女子、さらには格闘家までもを収録するようになった（1994年と1995年に、当時の全日本女子プロレスに所属していた主要選手が実名で登場する作品が、スーパーファミコンで2作品、それに加え当時の「JWP」(女子プロレス団体）の選手も実名で登場する作品が、PCエンジンスーパーCD-ROMで1作品リリースされている）。
斜めの視点（上からみて菱形になる）で配置されたリングが特徴で、ここから派生して実際のプロレス会場でリングを会場に対して平行ではなく斜め向きに配置することを「ファイプロポジション」と呼ぶ。最近ではプロレスリング・ノアの東京ドーム大会がこれを採用した。
以前はCPU同士で対戦させると、格闘家やキック、サブミッション系の選手の勝率が高く設定されていたが、立ち技の一定確率での自動ガードシステム（セガサターン版Sから）や、特殊スキルの採用（PlayStation版Gから）等によりプロレスラーの優位性も高まってきた。
1986年にファミリーコンピュータ ディスクシステムで発売された『プロレス』とゲームシステム面で共通部分が多く見られるが、これは製作者の増田雅人が『ファイヤープロレスリング』の開発に関わっているためである。

## シリーズ一覧
ファイヤープロレスリング コンビネーションタッグ
1989年06月22日／PCエンジン Hu-カード（容量3M）
シングルとタッグが選べる。タッグチームは固定。
プロレス
1990年9月14日／ゲームボーイ
初の携帯ゲーム機版。
ファイヤープロレスリング2nd BOUT
1991年8月30日／PCエンジン Hu-カード（容量4M）
タッグチームが自由に組めるようになる。ランバージャックデスマッチが追加。
スーパーファイヤープロレスリング
1991年12月20日／スーパーファミコン （容量8M）
ハードがスーパーファミコンになり上記2作よりグラフィック等がパワーアップ（Gサイズレスラーの収録等）。リーグ戦、チュートリアル（道場モード）が登場。
サンダープロレスリング列伝
1992年3月27日／メガドライブ カートリッジ（容量4M）
シリーズ唯一のメガドライブ版。登場レスラーは今までと同様、実在のレスラーをモチーフにしてはいるものの、他ハード版とは名前も容姿も異なっての登場となっている。本作のみ威力の高い技はゲージを減らして使用することができる。後にヒューマンが制作した「全日本プロレス ～王者の魂～」やスパイク制作の「キングオブコロシアムシリーズ」などに採用される「魂ボタンゲーシ」システムの原点といえるシステム。
ファイヤープロレスリング3 Legend Bout
1992年11月13日／PCエンジン Hu-カード（容量8M）
PCエンジン版では初のリーグ戦が登場。シリーズ初のエディットレスラーモードが登場。隠しモードが追加。エリミネーションに軍団要素が追加。関節技ダウン中の上半身下半身が追加。
スーパーファイヤープロレスリング2
1992年12月25日／スーパーファミコン （容量8M）
スーパーファイヤープロレスリングのブラッシュアップ版（諸事情によるGサイズレスラーの削除と、それに変わるDサイズレスラーの追加。その他にも登場レスラーの変更等）。ダウンしたキャラの胸部が呼吸で上下するアニメーションが追加された。
クリティカルサブミッションシステムが初採用（本作品では「梶原丈」のみ使用可）
スーパーファイヤープロレスリング3 Final Bout
1993年12月29日、EASY TYPEは1994年2月4日／スーパーファミコン （容量12M+B.B ※通常版）
登場レスラーを大幅に追加。4人によるバトルロイヤルを追加。今作で小、中、大のシステムが明確になり、キャラのグラフィックに影が追加されて立体的となる、CPUの難易度もアップした。「クリティカルサブミッション」技が梶原以外の選手（ウォルフ・ヴァンと、カルロス・クラウザー）も使用可能に。発売から約一ヶ月後にエディットモードはないが、隠しレスラーが最初から使用可能で、CPU戦の難易度が下がったイージータイプも発売。
ファイプロ女子ALL STAR DREAMSLAM
1994年7月22日／スーパーファミコン （容量16M+B.B）
シリーズ初の女子プロ＆実名での登場。当時の全日本女子プロレス公認。それ以外の団体の選手は、架空のキャラクターに置き換えて収録。技のタイミングを組み合った瞬間に変更。
スーパーファイヤープロレスリングSPECIAL
1994年12月22日／スーパーファミコン （容量32M+B.B）
初めて監修に週刊プロレスのライター斎藤文彦を招聘。チャンピオンロード（ストーリーモード）を追加（ストーリーを手掛けたのは、現グラスホッパー・マニファクチュアのCEO須田剛一）。レスラーの所属団体の概念、格闘家が追加。リーグ戦、トーナメント参加人数を大幅に追加。システム面では、組み付きのモーションがリニューアルされ、タイミングの取り方がわかり易くなったほか、ファイトスタイルの概念の導入（主に「返し技」がスタイル別に自然な物が自動選択されるように）、技の属性に「主属性」と「副属性」の概念が追加。対角線コーナーにもたれかかる相手に走り込んで放つ技、雪崩式の技、ロープを使った空中技、コーナーポストから立っている相手への攻撃が可能に。クリティカル技のバリエーションが複数化（サブミッションに加え、打撃KO、投げor叩きつけKO、締め技の「締め落とし」が追加）。レスラーサイズは、S・M・L・Dの4タイプ。「気力」概念の導入（体力ダメージは小さいが気力ダメージが大きい技等が設定されて「技の使い方」に幅ができたと言える。気力の回復は「パフォーマンス」を行うか、必殺技を決める（成功させる）事でのみ。これにより体力が減っていても気力でフォールを返すOR体力に余裕があっても気力が減少していると「クルリと丸め込まれて3カウントを奪われる等の要素が追加されより「プロレスらしくなった」と言えるシステム）。流血時の一方的不理になるシステムを改良（「流血すると体力回復スピードが上がる」ようにパラメータ設定された選手が登場。デスマッチ系の試合を中心に戦うインディー系選手の多くに設定された）し、流血する条件も特定の技を出したときのみとなった。
ちなみに、製作者（ディレクターを担当した須田剛一）が、当時インディー団体をあまり好んでおらず、さらに大のUWFおよび、前田日明ファンだったため、冴刃明の強さは反則と言えるほどに異常なものに（この動きはファイヤープロレスリング3で初登場の「仁王田猛」の弱さから明らかで、本作品でも前述の「流血システムの改良」をもってしてもその動きは揺るがしたとは言えなかった。）。
アスキー製の外部記憶装置ターボファイルシリーズに対応。エディトモードなどのセーブデータをカートリッジの外にも記録できるようになった。
ファイプロ女子 憧夢超女大戦 全女vsJWP
1995年2月3日／PCエンジン スーパーCD-ROM（ACカード専用）
シリーズ初のCD-ROM制作作品。アーケードカード専用。CD-ROMの特長を活用したレスラー達の実際の映像やボイスが収録されている。公認団体は、全日本女子プロレスとJWPの2団体。
スーパーファイヤープロレスリング クイーンズスペシャル
1995年6月30日／スーパーファミコン （容量32M+B.B）
女子ALL STAR DREAMSLAMの続編。今作でシリーズのグラフィックやモーション等が大幅にリニューアル。システム面でも、雪崩式技に、正面組みとバック組みの要素を追加。
前作に引き続き、当時の全日本女子プロレス公認。他団体の選手は、架空のキャラクターに置き換えて収録。
ファイプロ外伝 ブレイジングトルネード
アーケード版／1994年11月稼働開始、セガサターン版／1995年8月25日
登場レスラーが全て完全オリジナルの番外編で、グラフィックのスタイルや隠し技のコマンド入力等が、当時の対戦型格闘ゲームなどのものに近い。1994年11月にまずアーケード版がリリースされ、後にセガサターンに移植された際に『ファイプロ外伝 ブレイジングトルネード』とネーミングされる。アーケード版にあった4人対戦及びタッグマッチのカットや一部の演出の変更といった相違点がある。
スーパーファイヤープロレスリングX
1995年12月22日、プレミアムは1996年3月29日／スーパーファミコン （容量32M+B.B）
クイーンズスペシャルで向上したグラフィックをベースに制作されたスーパーファミコン向け最後の作品。アーケードやサターンで発売されたブレイジングトルネードのレスラーがゲスト参戦。発売から約4ヵ月後にバランスが再調整され、セーブできるエディットレスラーの数が大幅に増えたプレミアム版も発売された。
システム面では、レスラーサイズが、小・中・大の3サイズに再変更。クリティカルシステムに一部見直しが入り、対象技のタイプの見直しや、ファイトスタイルによってクリティカル発生率の補正が入ったりする等調整が入っている。その他ファイトスタイルによってコーナーからの飛び技の自爆時のダメージが増減したり有効飛距離が長くなったり短くなったりするようになる。防御パラメータの項に「首・腕・脚」の3カ所に「耐久度パラメータ」の要素を追加（過去に脚や膝をケガした選手ならば、脚耐久度パラメータが低く設定し古傷等の再現した）。
当時の電話回線利用した、通信対戦システム「XBAND」対応。
ファイヤープロレスリング アイアンスラム'96
1996年3月15日／PlayStation
シリーズ中唯一、レスラーが3Dポリゴンで表現された作品。発売当初は、お世辞にも高い評価が得られず（それまでのシリーズに比べ、収録レスラーの少なさ等がユーザーの不満点に）。しかし3Dポリゴンを使用したプロレス作品制作は、その後のヒューマン制作のPlayStation用ソフト「全日本プロレス～王者の魂～」や、スパイク制作のPlayStation 2用ソフト「キング オブ コロシアム」シリーズのベースとなったといえる作品。
ファイヤープロレスリングS シックスメン・スクランブル
1996年12月27日／セガサターン
32-bit機初の正統続編で、CD-ROMによる容量の増大によって登場レスラー数やグラフィックも大幅に進化した。レスラーリネーム、6人タッグマッチ、入場シーン等、演出面の大幅パワーアップの他、システム面では、ファイトスタイルの大幅追加。（投げられづらいファイトスタイル（返し技スタイル）「ジャイアント」が、本作品で初導入）必殺技の他に最大4種類の「得意技」の設定がされるようになる。選手毎に古傷を再現する「耐久度パラメータ」部位が「首・腕・腰・脚」の4カ所に変更され、防御系パラメータから「レスラースキル」の項へ移動。選手毎に固定だった「気力システム」を「精神力」パラメータを選手毎に設定するシステムに変更（流血時に精神力が上がる選手も存在するように）。さらに「呼吸」の概念が追加され、深呼吸をしないと呼吸困難になり、一定時間行動不能になる。一方的な展開を防ぐ方向性を目指したシステムといえる。
ファイヤープロレスリングG
1999年6月24日、スパイクライブラリー版は2000年6月1日／PlayStation
セガサターン版SをベースにPlayStation向けに制作された作品。登場レスラーの追加に加えて、エディットレスラーをCPUまかせで戦わせる「エディットランキング」モードを収録。ストーリーモード（ファイティングロード）も復活し、団体移籍や会場の選択等が可能となるが、ハードの都合上6人タッグは出来なくなった。試合システム面では「特殊スキル」システムの追加（ピンチになるとクリティカル率が上昇する「一発逆転」等）が追加された。なお、HUMANが関わった最後の作品でもあり、廉価版はスパイクからの販売となっている。
PlayStation用周辺機器「PocketStation」にも対応していた。（ポケステのミニゲームで経験値を得てエディットランキングモードのレスラー作成時のポイントに変換できた）
2009年2月25日からPlayStation Storeにて600円でゲームアーカイブス版の配信が開始された。
ファイヤープロレスリング for Wonder Swan
2000年8月31日／ワンダースワン
HUMAN倒産後、権利を取得した加賀テックより発売された携帯機版。また、発売元が加賀テックのためスパイク公式ファイプロシリーズとして扱われていない。
ファイヤープロレスリングD
2001年3月1日／ドリームキャスト
HUMAN倒産後に権利を取得したスパイクによる続編。ドリームキャストならではの通信機能によるレスラーのダウンロードが可能となり、当時は画期的だった。VGA出力対応でグラフィックがSSやPS版の2倍の解像度になった。他にも登場レスラーの大幅追加に加え、8人タッグが可能となり、金網デスマッチ・爆発デスマッチや、リング下からの武器（折りたたみイス等の凶器）を調達するシステムも追加された。
当時の総合格闘技ブームの影響か、グラウンドでの組み（マウント・がぶり・バックマウント）の要素を追加。その他、エプロンの攻防の要素の追加（リング内へのスワンダイブ技・場外への投げ技、いわゆる「断崖技」）や、対角線を走ってコーナーに登りながら直接技に入る「コーナー登り飛び技」（対角線を走り飛び技へ移行）も追加される（それまでのシリーズでは、対角線を走ってコーナーに登る「コーナー駆け上がり」は、存在したが、コーナーをステップに直接飛び技に移行する概念は存在せず）。前作（PlayStation版G）で導入された「特殊スキル」システムは、ある程度固定だが最大3種類のスキル効果を発動する「複合特殊スキル」が追加されている。
ファイヤープロレスリングA
2001年3月21日／ゲームボーイアドバンス
システム面のベースとなった作品は、PlayStation版G。シリーズ初の海外版が発売されるが、その海外版ではWWE所属レスラーはすべてパレットの色が変更され、団体名もWWFをモチーフとした『WFW』は『APW』に、WCWをモチーフとした『WWC』は『AWG』に変更された。
ファイナルファイヤープロレスリング～夢の団体運営!～
2002年7月19日／ゲームボーイアドバンス
団体を運営するモード、マネージメント･オブ・リングが登場。前作の海外版に影響され、今作では日本版でも海外の団体名やWWE所属レスラーのパレットが全て変更された。
なお、今作の海外版にあたる『Fire Pro Wrestling 2』では、日本のレスラーが一部削除されている代わりにアストロ・ブラスターなど海外のレスラーが数人追加されており、マネージメント・オブ・リングの代わりに独自のアイアンマン・ロードというモードが搭載されている。またレスラー選択時の初期カーソル位置が新日をモチーフとしたVIEW JAPANではなく、WWEをモチーフとするWPA（前作のAPW）になっており、ECWをモチーフとしたXWAなる団体も新たに追加されている。
ファイヤープロレスリングZ
2003年6月5日／PlayStation 2 CD-ROM
ドリームキャスト版Dの続編。ベースシステムはほぼDC版からのキャリーオーバー。ストーリーモードがモデルの人物の実在の人生に沿った物になったが、選択肢や節目の試合内容次第では史実と異なる「パラレルワールド」的なストーリーに分差する。
今作でWWE所属のレスラーはすべて削除されてしまったが、技や体のパーツはエディット専用として残されている。
ファイプロ・リターンズ
2005年9月15日、Best版は2006年7月13日／PlayStation 2 DVD-ROM
隠し要素などはほぼ無く、登場レスラー、エディットパーツやポイント等は全て最初から使用可能となっており、エディットに顔レイヤーが追加されたことで、これまでより意中のレスラーを作りやすくなった。海外ではGBA版の2作に続いて3作目のリリースとなったが、日本版同様WWE関連はすべてエディット専用となっている。
システム面では、対角線中央技の追加。このシステムにより「シャイニング・ウイザード」等の技がより自然な形で使用可能になる。Gサイズの復活による「巨体タイプ」のレスラーの再現度をアップ。
Fire Pro Wrestling
2012年9月21日／Xbox 360(Xbox Live Arcade)
Xbox 360のXbox Liveによる通信対戦とアバターに対応。それまでの2Dドットのリアル志向のものではなく、Xbox Liveのアバターをベースとしたデフォルメ頭身の3Dポリゴンゲームである。
自分のアバターを元にマイキャラを作成し、試合を勝ち抜いてレベルを上げて能力値を成長させて行く。技は試合を重ねることで徐々に解放されて行き（一定の能力値がないと装備できない物もある）、試合で得たファイトマネーでコスチュームを購入する。CPUの対戦相手もアバターのパーツを使ったオリジナルレスラーが登場し、実在レスラーをモデルにしたレスラーは存在しない。また、キャラクターは複数作る事が可能だが、アカウントで設定されたアバターを元に作成するのでゲーム内では体型や性別を変える事は出来ない。異性のレスラーを作りたい場合は、異性のアバターを用意しなければならない。上半身裸の男性レスラーは筋肉が描かれたシャツ（肉襦袢）を着ている。タッグマッチのパートナーや対戦相手としてフレンドのアバターが自動的に選ばれて登場する事もある（コスチュームは元のアバターと同じでエディットできず技も固定、相手がこのゲームを持っていなくても登場する）。
試合のシステムも既存の物とは全く異なる。投げ技はそれまでシリーズの組んだタイミングでボタン入力する物ではなく、組み付きにボタン入力を要する、スパイク時代に制作した「キングオブコロシアムシリーズ」と類似の掴みシステムを採用、その後一定時間内にロープ振りを含む4種類の技ボタンを入力。捕まれた側は相手が入力したボタンと同じボタンを押すと技を返す事ができる。関節技が存在しないのでギブアップがない。アピールでゲージを溜めて必殺技を出す事ができる（リング上空高く飛び上がるなどの派手で非現実的な技が多い）。
ファイヤープロレスリング ワールド
2017年、2018年／PlayStation 4 / Steam
2017年3月に制作が発表され、総合監督は松本朋幸。同年7月11日、Steamのアーリーアクセス版は発売開始。
従来のファイプロにシステムを戻しているが、これまでの偽名選手は一切廃している。2018年発売のPS4版は新日本プロレス選手が実名登場（Steam版にもDLCとして有料配信）。

## その他
ファイヤープロレスリング カードバウト
2000年3月／カードゲーム
ファイヤープロレスリングi
2001年1月22日 - 終了／i-mode
ファイヤープロレスリングJ
2002年2月4日 - 終了／J-PHONE
ファイヤープロレスリング in Mobage
2011年11月 –  2012年6月27日／DeNA、開発：チュンソフト

## 登場レスラー
詳細はファイヤープロレスリングの登場レスラーを参照

## ファイナル
「これで最後の作品」というアナウンスを何度もしていることでも知られる。ファイプロの「最後」はプロレスラーの「引退」と同義、と考える人もいる（プロレスでは体調上の問題から引退を宣言した後で体調がよくなると復帰を宣言して、二回目以上の引退を宣言する例が見られる）。これまでに最後の作品として発売された物には、「スーパーファイヤープロレスリング3ファイナルバウト」、「ファイナルファイヤープロレスリング」、「ファイヤープロレスリングZ」がある。

## 固有名詞
- ファイプロファンと公言しているプロレスラーがいる。
ブログ等で公言していた菊タローは、ファイプロリターンズの販促キャラに任命された。
DDTプロレスリングでは、発売記念してリング上でゲーム戦を開催した。
引退間近だったお船は、自らのキャラも追加されていたことで発売を待ち遠しいとブログで公言していた。
  - 一例を上げると女子プロレスラーアジャ・コングは、自身が実名で登場した「クイーンズスペシャル」の攻略本[3] のインタビュー企画において「ファイプロはスーパーファミコンの1作目からプレイしている」と答え、スーパーファイヤープロレスリング3のエディットモードを駆使して自分をエデットしてプレイしていたとのこと。
- 「ファイプロ女子」シリーズは実名選手が登場するが、スーパーファミコン版2作品は全日本女子プロレスのみ契約。PCエンジン版は全日本女子プロレスとJWPの2団体との契約で、契約団体の所属選手は実名で登場する。それ以外の団体の選手は架空のキャラクターに置き換えて収録している。
- 「ファイヤープロレスリングワールド」では、特別DLCとして「高山善廣」がDLされ、ファイプロ初の実名男子プロレスラーと製作スタッフが公言している。これは「TAKAYAMANIA」のチャリティーとしてDLされた際にSteam手数料を除いた金額が寄付される。
- このゲームに対して、WWEより肖像権に関しての抗議があり、当初はWWEを思わせる団体や所属選手を思わせるレスラーも標準で収録されていたが、『Z』以降は収録を見合わせている（ただし、エディット用のデータとしては顔や技が収録されている）。

## 関連書籍
- スーパーファミコン必勝法スペシャル『スーパーファイヤープロレスリング3 ファイナルバウト』1993年、ケイブンシャ 雑誌コード 63554-34
- スーパーファミコン完璧攻略シリーズ45『スーパーファイヤープロレスリング3 ファイナルバウト 必勝攻略法』1993年、双葉社 ISBN 4575282863
- スーパーファミコン必勝法スペシャル『スーパーファイヤープロレスリング3 エディットレスラーブック』1994年、ケイブンシャ　雑誌コード 63554-52
- スーパーファミコン必勝法スペシャル『スーパーファイヤープロレスリングスペシャル』1995年、ケイブンシャ ISBN 4-7669-2134-8
- スーパーファミコン必勝法スペシャル『スーパーファイヤープロレスリングスペシャル エディットレスラーブック』1995年、ケイブンシャ ISBN 4-7669-2164-X
- スーパーファミコン必勝法スペシャル『スーパーファイヤープロレスリング クイーンズスペシャル』1995年、ケイブンシャ ISBN 4-7669-2317-0
- スーパーファミコン完璧攻略シリーズ111『スーパーファイヤープロレスリング クイーンズスペシャル 必勝攻略法』1995年、双葉社 ISBN 457528498X
- スーパーファミコン必勝法スペシャル『スーパーファイヤープロレスリングX』1996年、ケイブンシャ　ISBN 4-7669-2402-9
- スーパーファミコン完璧攻略シリーズ126『スーパーファイヤープロレスリングX 必勝攻略法』1996年、双葉社 ISBN 4575285528
- 『スーパファイヤープロレスリングX エディットレスラーガイド』1996年、ティーツー出版 ISBN 4-900700-14-2
- セガサターン必勝法スペシャル『ファイヤープロレスリングS 6MEN SCRAMBLE』1996年、ケイブンシャ ISBN 4-7669-2671-4
- プレイステーション完璧攻略シリーズ『ファイヤープロレスリング アイアンスラム’96 必勝攻略法』1996年、双葉社 ISBN 4575285897
- 『ファイヤープロレスリング アイアンスラム’96 攻略ガイドブック 』1996年、ティーツー出版 ISBN 4900700169
- 覇王ゲームスペシャル55『ファイヤープロレスリングアイアンスラム’96 必勝マニュアル』1996年、講談社 ISBN 406329255X
- 『ファイヤープロレスリング アイアンスラム’96 ファイターズバイブル』1996年、講談社 ISBN 4895637239
- プレイステーション必勝法スペシャル『ファイヤープロレスリング アイアンスラム’96』1996年、ケイブンシャ ISBN 4766924819
- プレイステーション必勝法スペシャル『ファイヤープロレスリングG ベーシックファイル』1999年、ケイブンシャ ISBN 4-7669-3241-2
- プレイステーション必勝法スペシャル『ファイヤープロレスリングG ディープファイル』1999年、ケイブンシャ ISBN 4-7669-3264-1
- ドリームキャスト必勝法スペシャル『ファイヤープロレスリングD ベーシックファイル』2001年、ケイブンシャ ISBN 4-7669-3770-8
- ドリームキャスト必勝法スペシャル『ファイヤープロレスリングD ディープファイル』2001年、ケイブンシャ ISBN 4-7669-3771-6
- ゲームボーイアドバンス BOOKS『ファイヤープロレスリングA ザ・コンプリート』2001年、ソフトバンクパブリッシング ISBN 4-7973-1619-5
- The PlayStation2 BOOKS『ファイヤープロレスリングZ 公式コンプリートガイド レスラー名鑑』2003年、ソフトバンクパブリッシング ISBN 4-7973-2446-5
- The PlayStation2 BOOKS 『ファイプロ・リターンズ 公式コンプリートガイド レスラー名鑑』2006年、ソフトバンクパブリッシング ISBN 4-7973-3174-7